# وعلان زاحف
وعلان زاحف (الاسم العلمي:Commelina reptans) هو نوع من النباتات يتبع جنس الوعلان من الفصيلة الوعلانية.